# Ludolf Malten
Heinrich Wilhelm Ludolf Malten (* 11. November 1879 in Berlin; † 14. Februar 1969 in Göttingen) war ein deutscher Klassischer Philologe und Religionswissenschaftler.

## Leben
Malten war der Sohn eines Kaufmanns. Er hatte noch eine Schwester Else (1884–1970), die später den Klassischen Philologen Carl Kappus (1879–1951) heiratete.
Er legte 1898 am Königlichen Friedrich-Wilhelms-Gymnasium in Berlin das Abitur ab und studierte anschließend in Berlin bei Ulrich von Wilamowitz-Moellendorff. 1904 wurde Malten mit einer Arbeit über Kyrene promoviert. 1905 legte er die erste Staatsprüfung für den höheren Schuldienst ab und absolvierte sein Seminarjahr am Joachimsthalschen Gymnasium in Berlin. Anschließend war er seit 1907 an einem Gymnasium in Wilmersdorf als Oberlehrer tätig. 1915 stand er an zweiter Stelle auf einer Berufungsliste der Universität Kiel auf einen gräzistischen Lehrstuhl (den Ruf erhielt Werner Jaeger).
1919 wurde Malten außerordentlicher Professor an der Universität Königsberg, im folgenden Jahr ordentlicher Professor. 1922 wechselte er an die Universität Breslau, wo er bis zum Ende des Zweiten Weltkriegs blieb. Von 1924 bis 1945 war er Geschäftsführer des Universitätsbundes Breslau, den sein Kollege Alfred Gercke 1921 gegründet hatte.
Nach der nationalsozialistischen Machtübernahme 1933 fungierte Malten fünf Jahre lang als Dekan der Philosophischen Fakultät. Er unterstützte das vom Historiker Hermann Aubin ausgearbeitete „Ostprogramm“ zur Profilierung der Universität im nationalsozialistischen Sinne, trat aber keiner parteinahen Gruppierung bei.
Nach seiner Flucht aus Breslau (1945) ging Malten an die Universität Göttingen und lehrte dort bis zu seiner Emeritierung 1958 weiter, zunächst als Professor mit Lehrauftrag, später als persönlicher Ordinarius.
Maltens Forschungsschwerpunkt war die antike Religionsgeschichte und Mythologie. Er war ordentliches Mitglied des Deutschen Archäologischen Instituts, in dessen Zeitschriften er zahlreiche Aufsätze veröffentlichte, und Mitherausgeber der Kleinen Schriften seines Lehrers Wilamowitz.

## Schriften

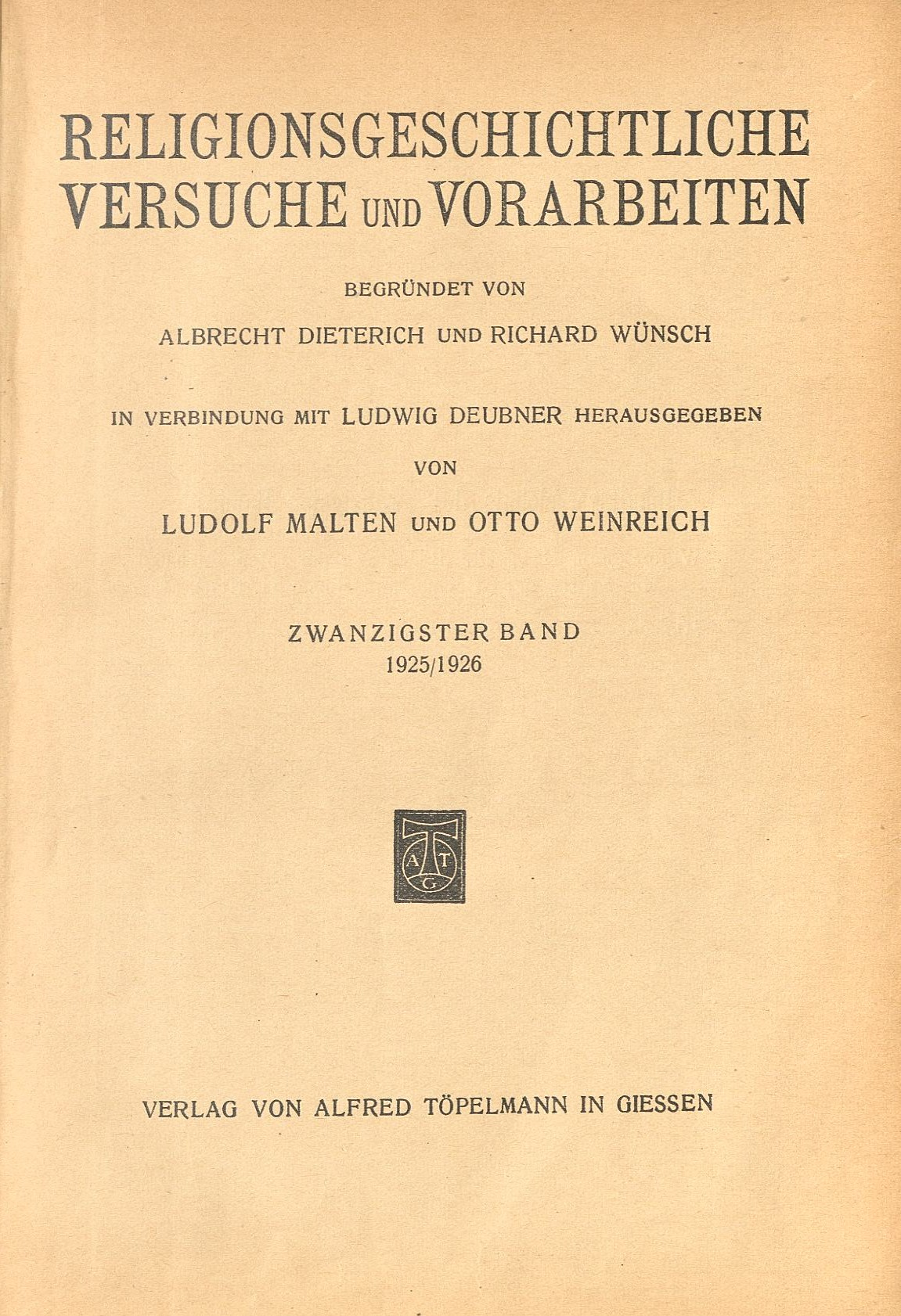
Religionsgeschichtliche Versuche und Vorarbeiten, 20. Band 1925/1926

- Cyrenarum origines. Cap. 1. Schade, Berlin 1904 (Dissertation Universität Berlin).
- Kyrene. Sagengeschichtliche und historische Untersuchungen. Weidmann, Berlin 1911.
- Zehn Jahre Universitätsbund Breslau (1921–1931). Breslauer Genossenschaftsbuchdruckerei, Breslau 1931.
- Das zweite Jahrzehnt des Universitätsbundes Breslau (1931–1941). Breslau 1941.
- Die Sprache des menschlichen Antlitzes im frühen Griechentum. de Gruyter, Berlin 1961.